# 아슬람베크 아슬라하노프
아슬람베크 아흐메도비치 아슬라하노프(러시아어: Асламбек Ахметович Аслаханов; 1942년 3월 11일 – 2024년 8월 11일)는 체첸 공화국 출신으로 국가두마 의원을 역임한 러시아의 장군이자 정치인이다. 그는 블라디미르 푸틴 러시아 대통령의 고문이자 보좌관이었다.
아슬라하노프는 내무부의 장군이었다. 그는 2024년 8월 11일 82세의 나이로 사망했다.